# 鎮海灣大橋
鎮海灣大橋是位於中國廣東省江門市台山市大广海湾经济区的一條高速公路桥，全長2,896米，連接汶村鎮及北陡鎮。
大橋於1996年11月正式開工，2000年10月全面完工，2002年4月交工验收通車，2002年7月竣工正式验收。